# Église Notre-Dame-et-Sainte-Anne de Bouville
L'église Notre-Dame-et-Sainte-Anne est une église catholique située à Bouville, en France.

## Localisation
L'église est située à Bouville, commune du département français de la Seine-Maritime. 

## Historique
L'église est débutée au XIIe siècle ou au XIIIe siècle.
La nef et le chœur sont reconstruits au XVIe siècle.
L'édifice est inscrit au titre des monuments historiques par arrêté du 28 mars 1939.

## Description
L'église est en pierres et silex et possède une seule nef et un chevet plat.
L'édifice abrite trois cloches dont une du début du XVIIe siècle, un autel et un retable du dernier tiers du même siècle, un tabernacle du siècle suivant. En outre l'église conserve des pierres tombales anciennes et une copie d'un tableau d'Antoine Coypel.
L'église possédait des litres funéraires sur ses murs.